# Norki
Norki (deutsch Nordenberg) ist ein Ort in der polnischen Woiwodschaft Ermland-Masuren, der zur Landgemeinde Wieliczki (Wielitzken, 1938–1945 Wallenrode) im Powiat Olecki (Kreis Oletzko, 1933–1945 Kreis Treuburg) gehört.

## Geographische Lage
Norki liegt im Osten der Woiwodschaft Ermland-Masuren, zehn Kilometer südlich der Kreisstadt Olecko (Marggrabowa, umgangssprachlich auch Oletzko, 1928–1945 Treuburg).

## Geschichte
Nordenberg wurde im Jahre 1822 als Vorwerk des Gutsdorfes Nordenthal (1938–1945 Nordental, polnisch Nory) gegründet.
In seiner Geschichte war der kleine Ort mit seiner Muttergemeinde Nordenthal im Kreis Oletzko (1933–1945 Kreis Treuburg) im Regierungsbezirk Gumbinnen der preußischen Provinz Ostpreußen bis 1945 verbunden.
In Kriegsfolge kam der Ort 1945 mit dem gesamten südlichen Ostpreußen zu Polen und trägt seither die polnische Bezeichnung „Norki“. Heute ist er eine Ortschaft im Verbund der Gmina Wieliczki (Gemeinde Wielitzken, 1938 bis 1945 Wallenrode) im Powiat Olecki, vor 1998 der Woiwodschaft Suwałki, seither der Woiwodschaft Ermland-Masuren zugehörig.

## Religionen
Bis 1945 war Nordenberg in die evangelische Kirche Wielitzken in der Kirchenprovinz Ostpreußen der Kirche der Altpreußischen Union sowie in die katholische Pfarrkirche Marggrabowa (Treuburg) im Bistum Ermland eingepfarrt.
Heute gehört Norki katholischerseits zur Pfarrei Wieliczki mit der Filialkirche in Kleszczewo (Kleszöwen, 1936–1938 Kleschöwen, 1938–1945 Kleschen) im Bistum Ełk der Römisch-katholischen Kirche in Polen. Die evangelischen Einwohner halten sich zu den Kirchen in Ełk (Lyck) bzw. Suwałki, beide der Diözese Masuren der Evangelisch-Augsburgischen Kirche in Polen zugeordnet.

## Soldatenfriedhof

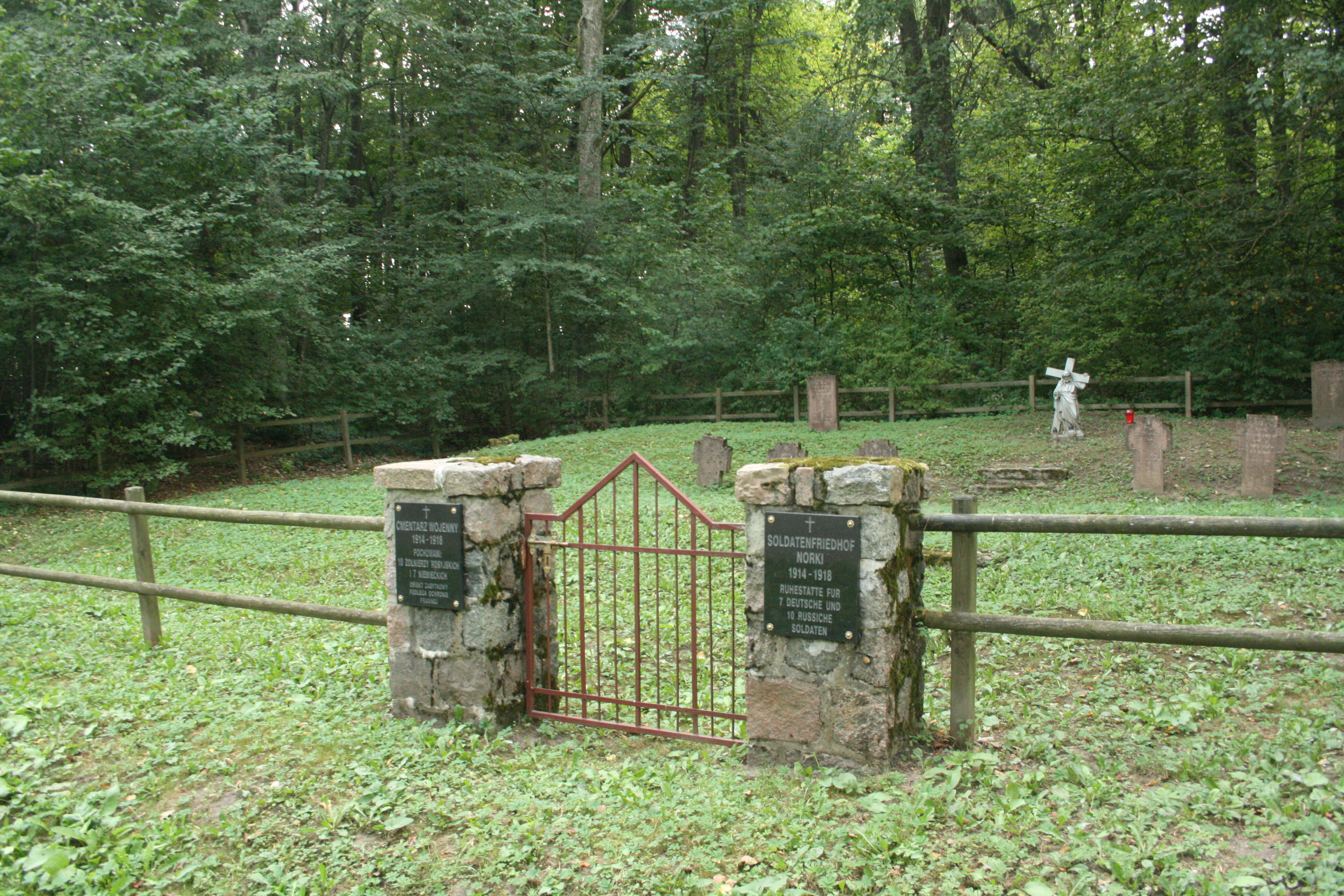
Soldatenfriedhof Norki

In Norki gibt es einen Ehrenfriedhof für die im Ersten Weltkrieg gefallenen Soldaten. Es handelt sich um zehn russische und sieben deutsche Grabstätten, zum Teil mit den Namen der Soldaten versehen.

## Verkehr
Norki liegt an einer Nebenstraße, die Wieliczki an der Woiwodschaftsstraße DW 655 über Kleszczewo mit Wysokie (Wyssocken, 1938 bis 1945 Waltershuöhe) an der Landesstraße DK 16 verbindet.
Die nächste Bahnstation ist Olecko Małe (Klein Oletzko, 1938–1945 Herzogshöhe) an der einstigen Bahnstrecke Lyck–Insterburg (polnisch Ełk–Tschernjachowsk), die heute nur noch auf polnischem Staatsgebiet im Abschnitt Ełk–Olecko im Güterverkehr befahren wird.